# Anorgazmia
Anorgazmia – dysfunkcja seksualna definiowana jako zaburzenia w występowaniu orgazmu, którego w czasie stosunku nie udaje się osiągnąć w ogóle, pomimo występowania typowych objawów podniecenia seksualnego.
Zaburzenie dzieli się na anorgazmie pierwotną (u kobiety lub mężczyzny nigdy nie występował orgazm), wtórną (u kobiety lub mężczyzny w przeszłości występował orgazm) oraz sytuacyjną, pojawiającą się w określonych momentach.

## Przyczyny
Uznanie zahamowania orgazmu za zaburzenie jest w znacznej mierze związane z okolicznościami kulturowymi. Obecnie wzorce kulturowe narzucają kobietom wymóg przeżywania orgazmu poprzez stymulację wnętrza pochwy; gdy okoliczności uniemożliwiają jego występowanie, dochodzi do poczucia niepełnej sprawności, posądzenia o oziębłość itp., co wpływa znacząco na samoocenę. Brak orgazmu staje się wówczas głównym elementem zespołu zaburzeń i przyczyną leczenia.
W większości przypadków anorgazmia występuje u kobiet, u których może mieć podłoże nerwicowe, czy też prowadzić do zaburzeń nerwicowych. U mężczyzn anorgazmia występuje rzadko i może być powiązana z impotencją.